# Emma Raducanu
Emma Raducanu (Toronto, 13 de noviembre de 2002) es una tenista británica, nacida en Canadá. En 2021 se convirtió en la primera tenista en ganar un Grand Slam partiendo desde la previa y sin perder ningún set, al vencer en la final del US Open a Leylah Fernandez.

## Perfil
Raducanu nació en Toronto (Canadá), de padre rumano y madre china. Su familia se trasladó al Reino Unido cuando Emma tenía 2 años y se estableció en Londres.  Comenzó a jugar tenis a los cinco años en la Bromley Tennis Academy. Fue alumna de la Newstead Wood School, una escuela estatal de primaria en el distrito londinense de Bromley. Visita a su abuela paterna en Bucarest (Rumanía) varias veces al año. Le gusta la cocina rumana. Sus referentes en el tenis son la china Na Li y la rumana Simona Halep.

## Carrera tenística

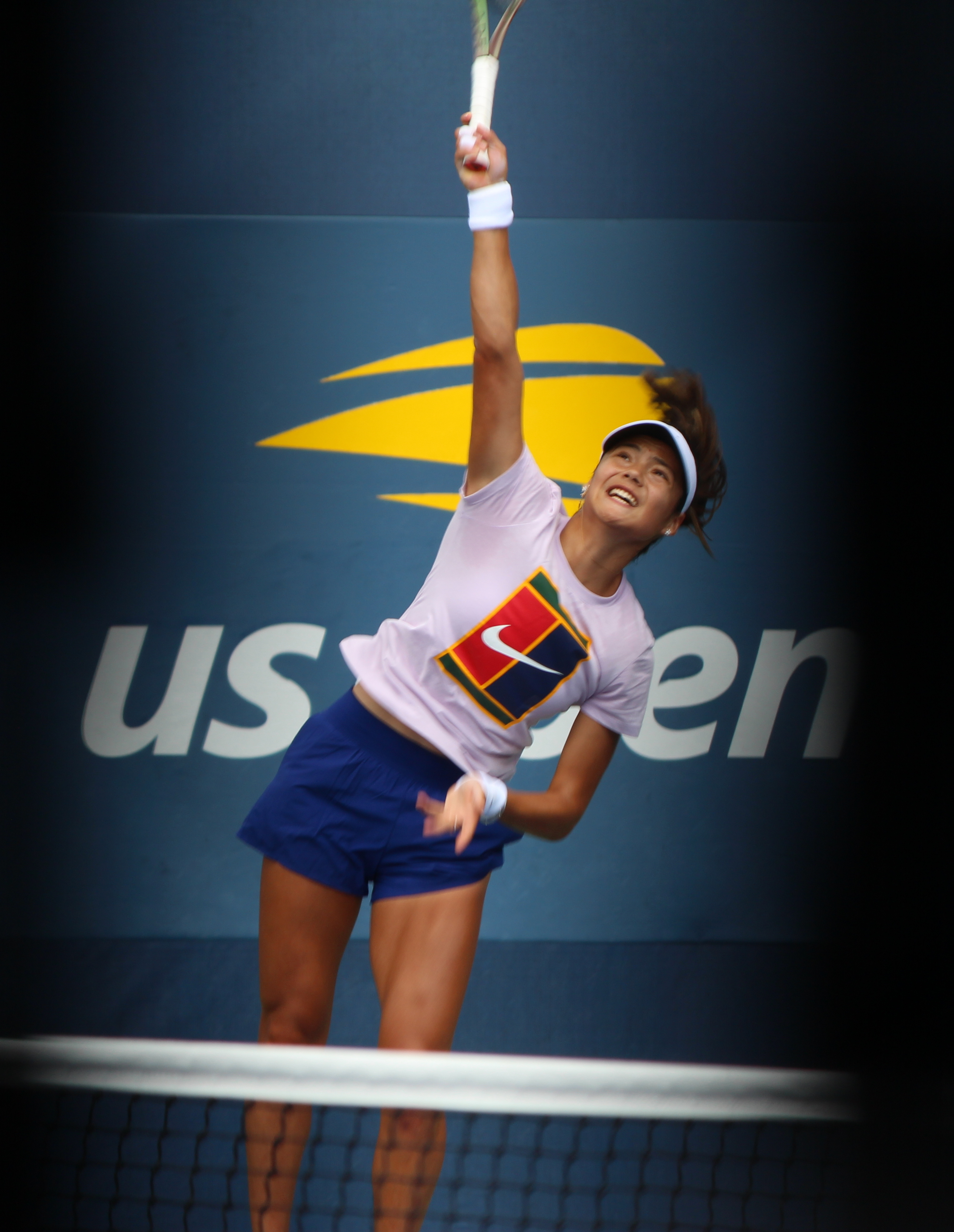
Emma Raducanu practicando en la cancha con Jessica Pegula (no se la ve en la foto), US Open 2022.

En júnior, Emma Raducanu ganó su primer torneo en su primera participación en Liverpool, pocos días después de cumplir los 13 años. Ganó cuatro títulos consecutivos a principios de 2018 en India, Moldavia y Lituania. También alcanzó los cuartos de final de los torneos júnior de Wimbledon, vencida por Iga Świątek, y en el US Open donde perdió ante Clara Burel. Al mismo tiempo, comenzó en el circuito profesional sénior y ganó dos torneos en Israel y Turquía. A finales de 2019, ganó en Pune, India.
Tuvo su debut en el cuadro principal de un tormeo WTA en el Nottingham Open 2021, tras recibir una invitación (wildcard) para el cuadro de individuales. Igualmente debutó en el cuadro principal de un Grand Slam en Wimbledon 2021 después de recibir otra invitación. Hasta el 3 de abril de 2021, es la británica más joven en alcanzar la ronda de octavos en Wimbledon de la Era Open, después de ganarle a la rumana Sorana Cîrstea. Terminó su participación en el torneo cayendo ante la croata nacionalizada australiana, Ajla Tomljanović.
En 2021, gana el Abierto de Estados Unidos, su primer torneo WTA, venciendo a la canadiense Leylah Annie Fernandez por 6-4 y 6-3. Raducanu es la primera jugadora de la historia del tenis, hombre o mujer, en ganar  diez partidos en un mismo certamen y en llegar a una final de un Grand Slam procedente de la fase previa (la clasificación). Dicho logro, además, lo hizo sin perder un solo set y sin haber jugado ningún tie break.
En el 2022, pierde ante la francesa Alize Cornet en la primera ronda del Abierto de Estados Unidos 2022 por un doble 6-3 en 55 minutos de partido, por el que ya no puede revalidar el título conseguido en el 2021.
Raducanu fue nombrada comendadora de la Orden del Imperio Británico (CBE) en el año 2022 por sus éxitos deportivos.

### 2024: Regreso a la gira y victorias ante top-10
En diciembre de 2023 se anunció que Raducanu volvería a la gira en enero de 2024. Aceptó una wild card para el Torneo de Auckland 2024, donde perdió en la segunda ronda ante la segunda cabeza de serie y eventual finalista Elina Svitolina. 
También ingresó al Abierto de Australia con un ranking protegido de n.º 103. Este ranking inicialmente la colocó fuera del corte de entrada al cuadro principal, lo que le exigió ingresar a través de la clasificación, sin embargo, una serie de retiros le permitieron evitar la clasificación y entrar al cuadro principal. Raducanu había estado sin entrenador desde su pausa por lesión, y había estado bajo escrutinio por una estrategia poco ortodoxa de contratar y despedir rápidamente a los entrenadores: confirmó su asociación con el exentrenador júnior y exentrenador en jefe de la Academia LTA Loughborough, Nick Cavaday. Durante el Abierto de Australia, Raducanu en la primera ronda derrotó a Shelby Rogers en sets seguidos. En la segunda ronda, perdió en tres sets ante Wang Yafan. 
La temporada de Raducanu continuó con una victoria en sets seguidos contra Marie Bouzková por 6-4, 6-1, en el Torneo de Abu Dabi, perdiendo ante Ons Jabeur en la segunda ronda. Una actuación mediocre siguió en el Torneo de Doha, donde Raducanu perdió ante Anhelina Kalinina, recibiendo un bagel en el primer set.
En el Masters de Indian Wells, alcanzó la tercera ronda, venciendo a Rebeka Masarova por 6-2, 6-3 y a la cabeza de serie número 30 Dayana Yastremska, que se retiró cuatro juegos en el primer set. Perdió ante la no.2 del mundo Aryna Sabalenka en la tercera ronda, marcando su sexta derrota contra una jugadora top-10.  Raducanu recibió una wild card para el cuadro principal del Masters de Miami, pero se retiró antes de su partido de primera ronda programado contra Wang Xiyu, citando una lesión en la espalda baja.
Raducanu comenzó su temporada en tierra batida con el equipo de la Copa BJK, jugando una eliminatoria contra Francia en Le Portel.  Derrotó a Caroline García después de ir set y break abajo (3-6, 6-3, 6-2) y Diane Parry para ayudar a Gran Bretaña a clasificarse para la final de la Copa Billie Jean King. Raducanu también recibió una wild card para el Torneo de Stuttgart y derrotó a la wild card local Angelique Kerber y Linda Nosková, ambas en sets seguidos, para alcanzar su primer cuarto de final desde 2022. Como resultado, subió más de 80 posiciones, ubicándose de nuevo entre las 250 mejores. En cuartos de final, perdió ante la número uno del mundo, Iga Swiatek, en sets seguidos por 7-6(2) y 6-3. Raducanu entró al Masters de Madrid como wild card y perdió ante María Lourdes Carlé por  6-2, 6-2 en la primera ronda en sets seguidos, citando "agotamiento físico y emocional".  Se retiró de la clasificación del Masters de Roma y, después de que no se le ofreciera ninguna wild card, se retiró de la clasificación del Torneo de Roland Garros, declarando que entrenará para la inminente temporada de césped y cancha dura estadounidense.
En junio de 2024, Raducanu comenzó su temporada en césped en el Torneo de Nottingham. En su primer partido aprovechó el estar ubicada en primeros turnos para dar otro pasito derrotando en sets corridos a Daria Snigur por 6-2, 6-2. Llegó a semifinales y perdió contra Katie Boulter. Continuó su temporada en el Torneo de Eastbourne 2024, donde derroto a Sloane Stephens por 6-4, 6-0. En la siguiente ronda venció a la segunda cabeza de serie y obteniendo su primera victoria entre las diez mejores contra Jessica Pegula por 4-6, 7-6 (6), 7-5.  Raducanu perdió en la siguiente ronda ante Daria Kasatkina, en sets seguidos.
En Campeonato de Wimbledon 2024, Raducanu venció a Renata Zarazúa por 7-6(0) y 6-3,en la siguiente ronda enfrentó a número 33 del mundo, Elise Mertens venciéndola por 6-1 6-2. En su siguiente partido de tercera ronda obtuvo su segunda victoria entre las diez mejores contra la número 9 del mundo, María Sákkari, para regresar a la cuarta ronda y al top 100. Cayo derrotada ante la revelación del torneo la neozelandesa Lulu Sun se llevó el partido por 6-2, 5-7, 6-2. 
En su primer torneo después de Wimbledon, Raducanu alcanzó los cuartos de final en el Torneo de Washington 2024 con victorias sobre la octava cabeza de serie Elise Martens  y superó a Peyton Stearns 7-6, 6-2 para avanzar a cuartos de final donde posteriormente perdió en tres set ante Paula Badosa.
Raducanu perdió en la primera ronda del Abierto de Estados Unidos 2024, cayendo en tres sets ante la local Sofia Kenin por un marcador de 6-1, 3-6 y 6-4 en 2 horas y 13 minutos de partido. Su siguiente torneo fue el Torneo de Seúl 2024, donde derrotó nuevamente a Peyton Stearns  y Yuan Yue por 6-4, 6-3 para alcanzar los cuartos de final por quinta vez en la temporada. Se retiró por una lesión en su pie izquierdo después de perder el primer set ante Daria Kasatkina. Esta lesión le obligó a perderse del Torneo de Pekín 2024.
Raducanu hizo su regreso a la acción competitiva en noviembre en la final de la Copa Billie Jean King en España, donde derrotó a Jule Niemeier en sets seguidos por 6-4, 6-4 en la victoria de primera ronda de Gran Bretaña sobre Alemania. Luego superó a Rebecca Marino cuando Gran Bretaña derrotó a las campeonas defensoras Canadá para llegar a las semifinales. En su último partido contra Eslovaquia, Raducanu derrotó a Viktória Hrunčáková en sets seguidos, pero Gran Bretaña perdió la eliminatoria 2-1.

## Torneos individuales por año

#### 2025
| N.º | Fecha                 | Torneo               | Categoría  | Superficie | Ronda | Oponente                |
| --- | --------------------- | -------------------- | ---------- | ---------- | ----- | ----------------------- |
| 1   | 18 de enero de 2025   | Abierto de Australia | Grand Slam | Dura       | 3R    | Iga Świątek             |
| 2   | 27 de enero de 2025   | Singapur             | WTA 250    | Dura       | R32   | Cristina Bucsa          |
| 3   | 4 de febrero de 2025  | Abu Dabi             | WTA 500    | Dura       | R32   | Markéta Vondroušová     |
| 4   | 9 de febrero de 2025  | Doha                 | WTA 1000   | Dura       | R64   | Yekaterina Aleksándrova |
| 5   | 18 de febrero de 2025 | Dubái                | WTA 1000   | Dura       | R32   | Karolína Muchová        |

#### 2024
| N.º | Fecha                    | Torneo                    | Categoría  | Superficie    | Ronda | Oponente            |
| --- | ------------------------ | ------------------------- | ---------- | ------------- | ----- | ------------------- |
| 1   | 4 de enero de 2024       | Auckland                  | WTA 250    | Dura          | OF    | Elina Svitólina     |
| 2   | 18 de enero de 2024      | Abierto de Australia      | Grand Slam | Dura          | 2R    | Yafan Wang          |
| 3   | 7 de febrero de 2024     | Abu Dabi                  | WTA 500    | Dura          | OF    | Ons Jabeur          |
| 4   | 12 de febrero de 2024    | Doha                      | WTA 1000   | Dura          | R64   | Anhelina Kalínina   |
| 5   | 11 de marzo de 2024      | Indian Wells              | WTA 1000   | Dura          | R32   | Aryna Sabalenka     |
| 6   | 19 de abril de 2024      | Stuttgart                 | WTA 500    | Tierra batida | CF    | Iga Świątek         |
| 7   | 24 de abril de 2024      | Madrid                    | WTA 1000   | Tierra batida | R128  | María Lourdes Carlé |
| 8   | 15 de junio de 2024      | Nottingham                | WTA 250    | Hierba        | SF    | Katie Boulter       |
| 9   | 27 de junio de 2024      | Eastbourne                | WTA 500    | Hierba        | CF    | Daria Kasátkina     |
| 10  | 7 de julio de 2024       | Wimbledon                 | Grand Slam | Hierba        | OF    | Lulu Sun            |
| 11  | 2 de agosto de 2024      | Washington                | WTA 500    | Dura          | CF    | Paula Badosa        |
| 12  | 28 de agosto de 2024     | Abierto de Estados Unidos | Grand Slam | Dura          | 1R    | Sofia Kenin         |
| 13  | 21 de septiembre de 2024 | Seúl                      | WTA 500    | Dura          | CF    | Daria Kasátkina     |

#### 2023
| N.º | Fecha               | Torneo               | Categoría  | Superficie    | Ronda | Oponente         |
| --- | ------------------- | -------------------- | ---------- | ------------- | ----- | ---------------- |
| 1   | 5 de enero de 2023  | Auckland             | WTA 250    | Dura          | OF    | Viktória Kužmová |
| 2   | 18 de enero de 2023 | Abierto de Australia | Grand Slam | Dura          | 2R    | Coco Gauff       |
| 3   | 15 de marzo de 2023 | Indian Wells         | WTA 1000   | Dura          | OF    | Iga Świątek      |
| 4   | 22 de marzo de 2023 | Miami                | WTA 1000   | Dura          | R128  | Bianca Andreescu |
| 5   | 18 de abril de 2023 | Stuttgart            | WTA 500    | Tierra batida | R32   | Jeļena Ostapenko |

#### 2022
| N.º | Fecha                    | Torneo                    | Categoría  | Superficie    | Ronda | Oponente              |
| --- | ------------------------ | ------------------------- | ---------- | ------------- | ----- | --------------------- |
| 1   | 11 de enero de 2022      | Sídney                    | WTA 500    | Dura          | R32   | Yelena Rybákina       |
| 2   | 20 de enero de 2022      | Abierto de Australia      | Grand Slam | Dura          | 2R    | Danka Kovinić         |
| 3   | 23 de febrero de 2022    | Guadalajara               | WTA 250    | Dura          | R32   | Daria Gavrilova       |
| 4   | 13 de marzo de 2022      | Indian Wells              | WTA 1000   | Dura          | R32   | Petra Martić          |
| 5   | 24 de marzo de 2022      | Miami                     | WTA 1000   | Dura          | R64   | Kateřina Siniaková    |
| 6   | 22 de abril de 2022      | Stuttgart                 | WTA 500    | Tierra batida | CF    | Iga Świątek           |
| 7   | 3 de mayo de 2022        | Madrid                    | WTA 1000   | Tierra batida | OF    | Anhelina Kalínina     |
| 8   | 10 de mayo de 2022       | Roma                      | WTA 1000   | Tierra batida | R64   | Bianca Andreescu      |
| 9   | 25 de mayo de 2022       | Roland Garros             | Grand Slam | Tierra batida | 2R    | Aliaksandra Sasnóvich |
| 10  | 7 de junio de 2022       | Nottingham                | WTA 250    | Hierba        | R32   | Viktorija Golubic     |
| 11  | 29 de junio de 2022      | Wimbledon                 | Grand Slam | Hierba        | 2R    | Caroline Garcia       |
| 12  | 6 de agosto de 2022      | Washington                | WTA 500    | Dura          | CF    | Liudmila Samsónova    |
| 13  | 9 de agosto de 2022      | Canadá                    | WTA 1000   | Dura          | R64   | Camila Giorgi         |
| 14  | 19 de agosto de 2022     | Cincinatti                | WTA 1000   | Dura          | OF    | Jessica Pegula        |
| 15  | 31 de agosto de 2022     | Abierto de Estados Unidos | Grand Slam | Dura          | 1R    | Alizé Cornet          |
| 16  | 15 de septiembre de 2022 | Portoroz                  | WTA 250    | Dura          | OF    | Anna-Lena Friedsam    |
| 17  | 24 de septiembre de 2022 | Seúl                      | WTA 500    | Dura          | SF    | Jeļena Ostapenko      |
| 18  | 4 de octubre de 2022     | Ostrava                   | WTA 500    | Dura          | R32   | Daria Kasátkina       |

#### 2021
| N.º | Fecha                    | Torneo                    | Categoría   | Superficie | Ronda | Oponente              |
| --- | ------------------------ | ------------------------- | ----------- | ---------- | ----- | --------------------- |
| 1   | 7 de junio de 2021       | Nottingham                | WTA 250     | Hierba     | R64   | Harriet Dart          |
| 2   | 19 de junio de 2021      | Gran Bretaña              | ITF 01A     | Hierba     | CF    | Tsvetana Pironkova    |
| 3   | 5 de julio de 2021       | Wimbledon                 | Grand Slam  | Hierba     | OF    | Ajla Tomljanović      |
| 4   | 3 de agosto de 2021      | San José                  | WTA 250     | Dura       | R32   | Zhang Shuai           |
| 5   | 14 de agosto de 2021     | Estados Unidos            | ITF 16A     | Dura       | CF    | Nuria Párrizas        |
| 6   | 22 de agosto de 2021     | Chicago                   | Challenguer | Dura       | F     | Clara Tauson          |
| 7   | 11 de septiembre de 2021 | Abierto de Estados Unidos | Grand Slam  | Dura       | G     | Leylah Fernandez      |
| 8   | 9 de octubre de 2021     | Indian Wells              | WTA 1000    | Dura       | R64   | Aliaksandra Sasnóvich |
| 9   | 29 de octubre de 2021    | Cluj-Napoca               | WTA 250     | Dura       | CF    | Marta Kostiuk         |
| 10  | 9 de noviembre de 2021   | Linz                      | WTA 250     | Dura       | OF    | Wang Xinyu            |

## Torneos de dobles por año

#### 2022
| N.º | Fecha               | Compañera    | Torneo     | Categoría | Superficie | Ronda |
| --- | ------------------- | ------------ | ---------- | --------- | ---------- | ----- |
| 1   | 1 de agosto de 2022 | Clara Tauson | Washington | WTA 500   | Dura       | OF    |

## Torneos de Grand Slam

### Individual

#### Títulos (1)
| Año  | Campeonato        | Oponente en la final | Resultado en final |
| 2021 | Abierto de EE.UU. | Leylah Fernandez     | 6-4, 6-3           |

## Títulos WTA (1; 1+0)

### Individual (1)
| Leyenda                    |
| Grand Slam (1)             |
| WTA Tour Championships (0) |
| WTA 1000 (0)               |
| WTA 500 (0)                |
| WTA 250 (0)                |

| N° | Fecha                    | Torneo            | Superficie | Oponente en la final | Resultado |
| -- | ------------------------ | ----------------- | ---------- | -------------------- | --------- |
| 1. | 11 de septiembre de 2021 | Abierto de EE.UU. | Dura       | Leylah Fernandez     | 6-4, 6-3  |

## Títulos WTA 125s

### Individual (0–1)
| Resultado | Fecha                | Torneo  | Superficie | Oponente     | Puntaje       |
| --------- | -------------------- | ------- | ---------- | ------------ | ------------- |
| Finalista | 22 de agosto de 2021 | Chicago | Dura       | Clara Tauson | 1-6, 6-2, 4-6 |

## Clasificación histórica
Para evitar confusiones, esta tabla será actualizada al concluir un torneo o cuando la participación del jugador en dicho torneo haya finalizado.
Solo serán considerados los cuadros principales de la WTA (incluidos los torneos de Grand Slam), las Olimpíadas y la Copa Billie Jean King.
Actualizada hasta el Abierto de Estados Unidos 2021.

### Individuales
| Torneo                      | 2018 | 2019 | 2020 | 2021 | 2022 | 2023  | 2024 | Títulos                 | G—P                     | %                       |
| --------------------------- | ---- | ---- | ---- | ---- | ---- | ----- | ---- | ----------------------- | ----------------------- | ----------------------- |
| Torneos de Grand Slam       |      |      |      |      |      |       |      |                         |                         |                         |
| Abierto de Australia        | A    | A    | A    | A    | 2R   | 2R    | 2R   | 0 / 3                   | 3—3                     | 50%                     |
| Abierto de Francia          | A    | A    | A    | A    | 2R   | A     |      | 0 / 1                   | 1—1                     | -%                      |
| Wimbledon                   | C1   | C1   | ND   | 4R   | 2R   | A     |      | 0 / 2                   | 4—2                     | 75%                     |
| Abierto de los EE. UU.      | A    | A    | A    | 'G'  | 1R   | A     |      | 1 / 1                   | 7—1                     | 100%                    |
| Ganados—Perdidos            | 0—0  | 0—0  | 0—0  | 10—1 | 3—4  | 1-1   | 1-1  | 1 / 7                   | 15—7                    | 85%                     |
| Torneos WTA 1000            |      |      |      |      |      |       |      |                         |                         |                         |
| Doha / Dubái                | A    | A    | A    | A    |      |       |      | 0 / 0                   | 0—0                     | -%                      |
| Indian Wells                | A    | A    | ND   | 2R   | 3R   |       |      | 0 / 2                   | 1—2                     | 33%                     |
| Miami                       | A    | A    | ND   | A    | 2R   |       |      | 0 / 1                   | 0—1                     | 0%                      |
| Madrid                      | A    | A    | ND   | A    | 4R   |       |      | 0 / 1                   | 2—1                     | 66%                     |
| Roma                        | A    | A    | A    | A    |      |       |      | 0 / 0                   | 0—0                     | -%                      |
| Canadá                      | A    | A    | ND   | A    |      |       |      | 0 / 0                   | 0—0                     | -%                      |
| Cincinnati                  | A    | A    | A    | A    |      |       |      | 0 / 0                   | 0—0                     | -%                      |
| Wuhan                       | A    | A    | ND   | ND   |      |       |      | 0 / 0                   | 0—0                     | -%                      |
| Pekín                       | A    | A    | ND   | ND   |      |       |      | 0 / 0                   | 0—0                     | -%                      |
| Ganados—Perdidos            | 0—0  | 0—0  | 0—0  | 0—1  | 0—0  | 0 / 1 |      | 0—1                     | 0%                      |                         |
| Estadísticas anuales        |      |      |      |      |      |       |      |                         |                         |                         |
| Torneos jugados             | 0    | 0    | 0    | 4    | 1    |       |      | Total de carrera: 5     | Total de carrera: 5     | Total de carrera: 5     |
| Finales alcanzadas          | 0    | 0    | 0    | 1    | 0    |       |      | Total de carrera: 1     | Total de carrera: 1     | Total de carrera: 1     |
| Torneos ganados             | 0    | 0    | 0    | 1    | 0    |       |      | Total de carrera: 1     | Total de carrera: 1     | Total de carrera: 1     |
| Ganados—Perdidos            | 0—0  | 0—0  | 0—0  | 10—3 | 1—1  |       |      | Total de carrera: 11—4  | Total de carrera: 11—4  | Total de carrera: 11—4  |
| Victorias %                 | 0%   | 0%   | 0%   | 77%  | 50%  |       |      | Total de carrera: 74%   | Total de carrera: 74%   | Total de carrera: 74%   |
| Clasificación de fin de año | 692  | 503  | 343  | 19   |      |       |      | Mejor clasificación: 19 | Mejor clasificación: 19 | Mejor clasificación: 19 |

Notas
1. ↑   Desde 2015 los torneos de Catar y Dubái se han alternado de categoría anualmente, intercambiando entre WTA 1000 y WTA 500.